# Margaritilobium
Margaritilobium é um género botânico pertencente à família Fabaceae.